# Comuna Ustînivka, Malîn
Ustînivka (în ucraineană Устинівська сільська рада) este o comună în raionul Malîn, regiunea Jîtomîr, Ucraina, formată din satele Fortunativka, Tarasivka, Trosteanîțea și Ustînivka (reședința).

## Demografie
Componența lingvistică a comunei Ustînivka
     Ucraineană (97,04%)
     Rusă (2,72%)
Conform recensământului din 2001, majoritatea populației comunei Ustînivka era vorbitoare de ucraineană (97,04%), existând în minoritate și vorbitori de rusă (2,72%).